# Miestai.net
Miestai.net, också känt som Forumas Miestai, är Litauens största internetforum för arkitektur och stadsutveckling.

## Om forumet
Forumet grundades 2004 och är baserat i Vilnius. Bilder tagna av forumets medlemmar har ofta publicerats i litauiska medier.